# 德国联邦铁路151型电力机车
德国联邦铁路151型电力机车（德語：DB-Baureihe 151）是德国联邦铁路在1972年至1978年期间生产的一款电力机车，主要用作重载货物运输。它是根据标准化电力机车计划中所取得的经验而进一步开发的。

## 历史

### 规划及生产

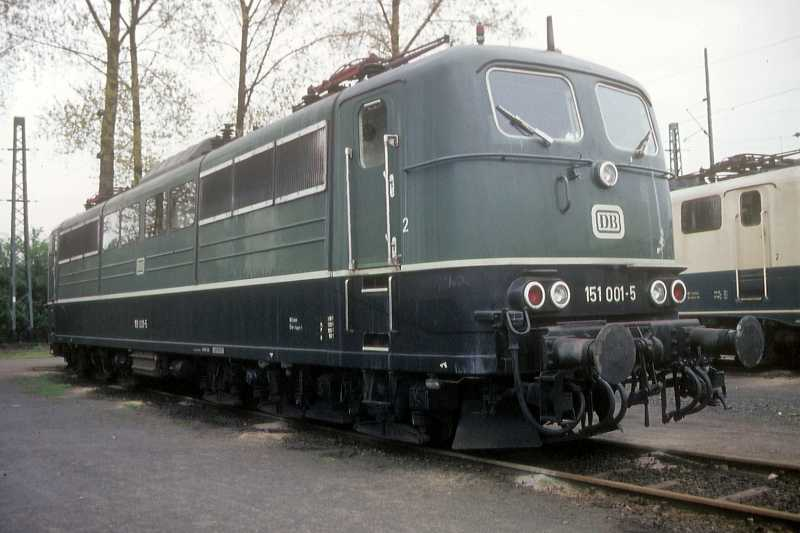
151 001号机车于科隆（1984年）

151型机车是1973年以前生产的标准化电力机车150型的继任机型。开发新型号机车的最初设想是在1969年提出，源于德国联邦铁路迫切需要提高自身相对于公路货运的竞争地位。同时经济繁荣也带动了货运需求量的不断上升。为了达到这些目标，德国联邦铁路对货运服务制定了新的经营绩效计划，其中快速货运列车应当可以负载1,000吨达到120公里/小时、普快货运列车负载1,200吨达到100公里小时以及过境货运列车负载2,000吨达到80公里/小时，并且每个绩效都能适应高达5‰的坡度。而既有的大牵引力机车150型已不足以满足这一计划。此外，150型机车的运营服务也始终遭到诟病，因其牵引力会在速度达到80公里/小时以上后大幅下降，并在这一速度范围内的高负荷运行中经常引致牵引电动机烧毁。因此，重新设计一款用作重载货运的机车已被提上日程。根据慕尼黑联邦铁路中央局的要求，电气部件将交由AEG公司开发，机械部件则交由克虏伯公司开发。
由于新机车需要尽可能快的交付使用，因此完全重新设计的方案被排除了，技术的进一步发展将通过现有的走行技术及电气设备来实现。在最初研究的可能性方案中，150型机车通过修改传动齿轮比可以达到120公里/小时，并且在改用绝缘等级为F级的绕组后，其EKB760型电动机的耐热性也显著增强。然而这些考量在最终只能作罢，因为它证明了这样的一种150型机车只能满足负载1,200吨达到100公里小时的普快货运列车需求。慕尼黑联邦铁路中央局和AEG的工程师们此时又将目光转移至最初由西门子-舒克尔特开发的WBM372-22型电动机，它们已被搭载至110型、139型和140型机车之中。这款牵引电动机的性能更为强大，已有超过4,800台在这些机型中使用，并被证实运用效果非常良好。这表明，一台配有这款电动机的6轴机车将能够全面满足新的运营方案，它只需将电动机此前的B级材料转变为绝缘的F级。由于150型机车的转向架无法搭载这款电动机，并且由于采用了更强大、更重的新型变压器，因此重新设计一款新的机车车体变得十分必要。工程师在这一部分则是借鉴了103型机车的设计。值得一提的是，为尽可能的经受考验，新机车还大量使用了110型和140型机车的既有部件。

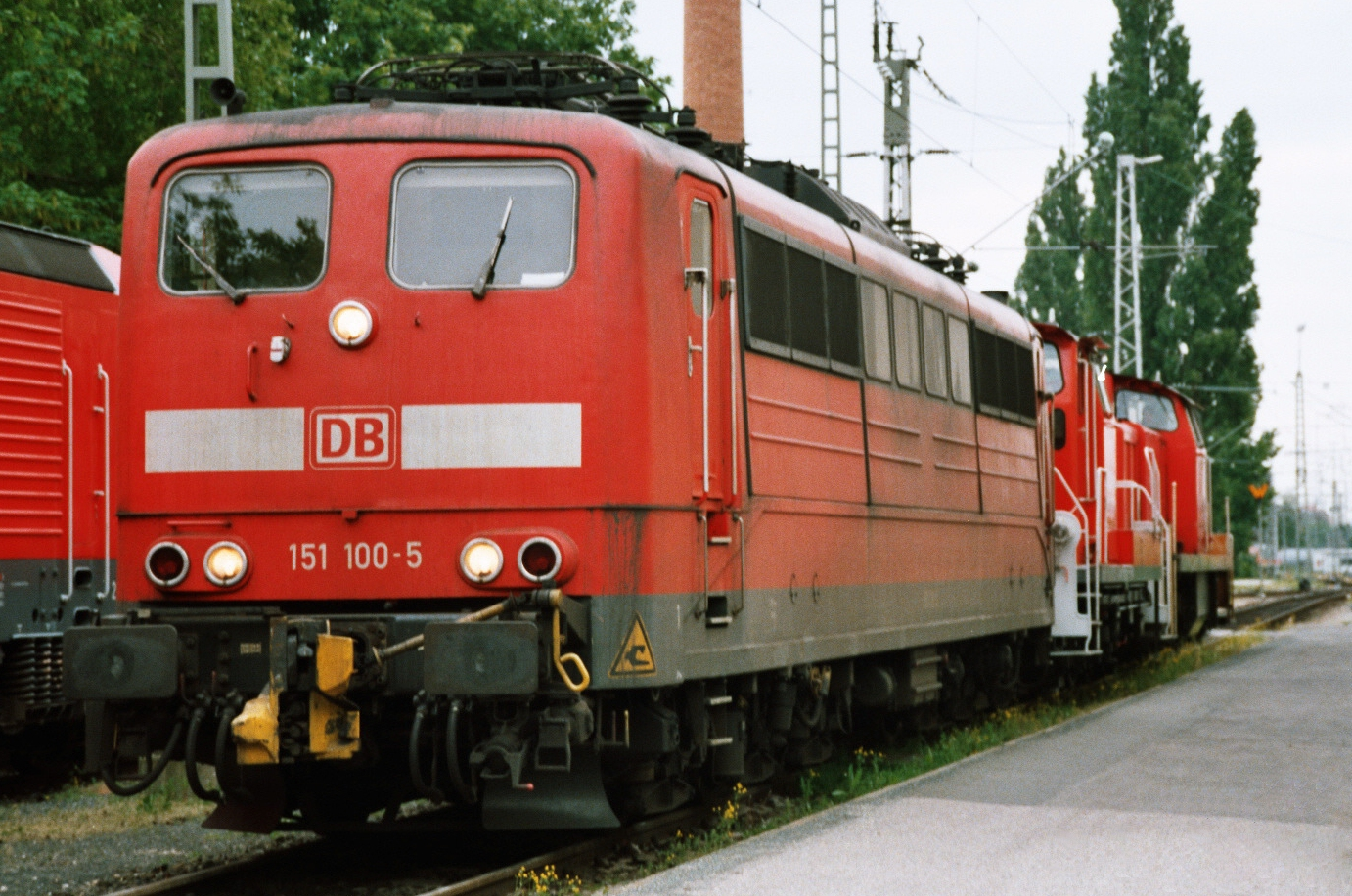
151 100-5号机车于纽伦堡（2004年）

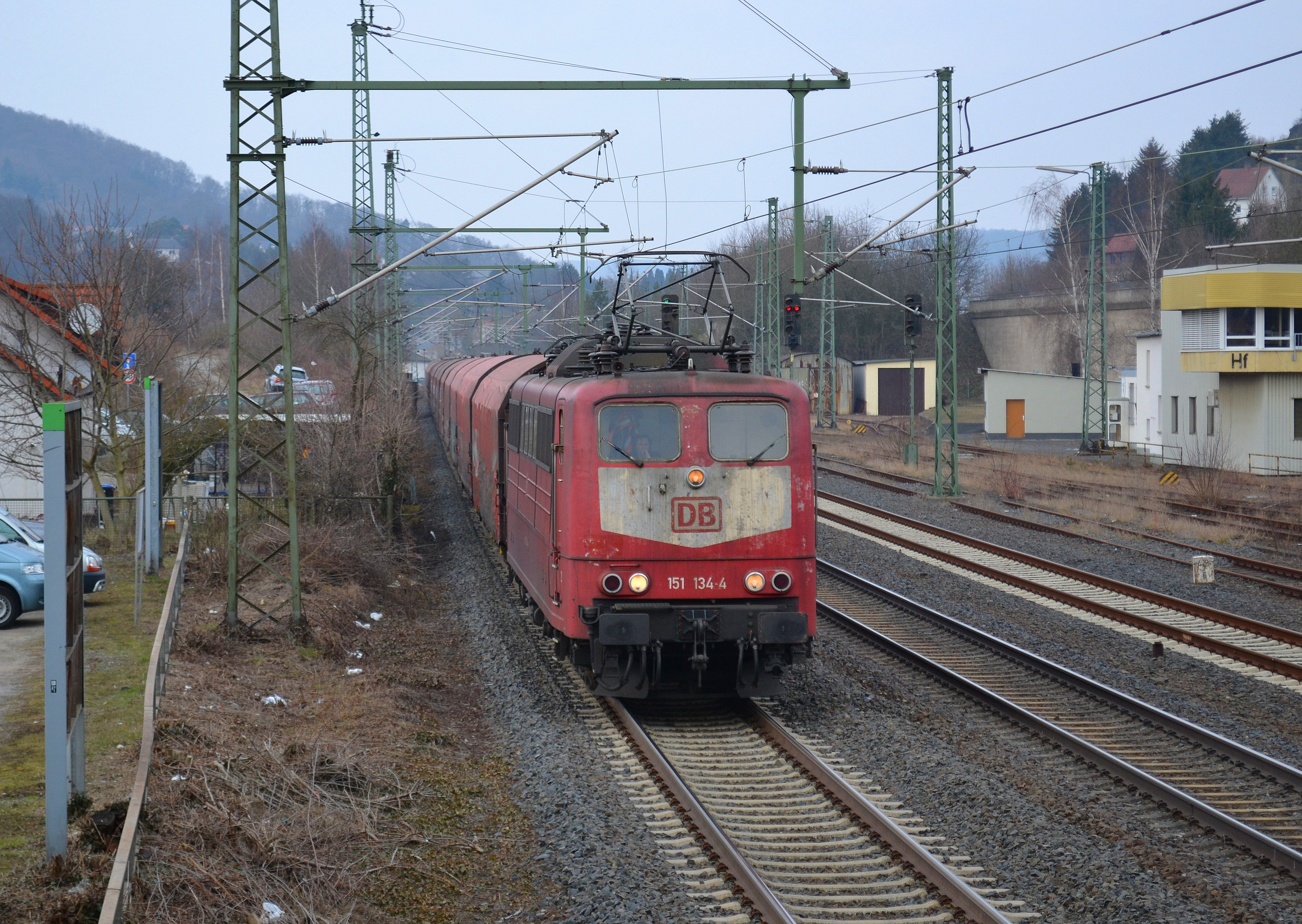
采用东方红色涂装的151 134号机车于海尔布隆（2013年）

1972年11月21日，首台机车151 001号由AEG及克虏伯交付使用，随后还有另外11台试产机车也陆续在量产前交付，以进行广泛的测试。与标准化电力机车一样，参与生产的制造商除了AEG和克虏伯外，量产机车还分别由BBC和西门子负责电气部件、亨舍尔和克劳斯-玛菲负责机械部件。德国联邦铁路共采购了170台同型号机车，它们最初分别驻扎在哈根及纽伦堡。
151型机车的初始涂装是001号至075号采用的带有黑色条纹的氧化铬绿色涂装，这是当时专属于速度达到120公里/小时的电力机车涂装。151 073号机车以及自151 076号涂装则在交付时采用了当时新推出的海蓝色/米色配色方案。相对于其它机型，由海蓝色/米色涂装重新喷漆为绿色的涂装除了151 044号机车外从未发生，但绿色的机车直至1990年代初并不少见，然后被直接重漆为东方红色或交通红色。最后一台采用绿色涂装的机车151 049号，它被德国铁路指定为博物馆机车，但已被加装了单臂受电弓并在2008年初也被漆以了交通红色涂装。

### 运用

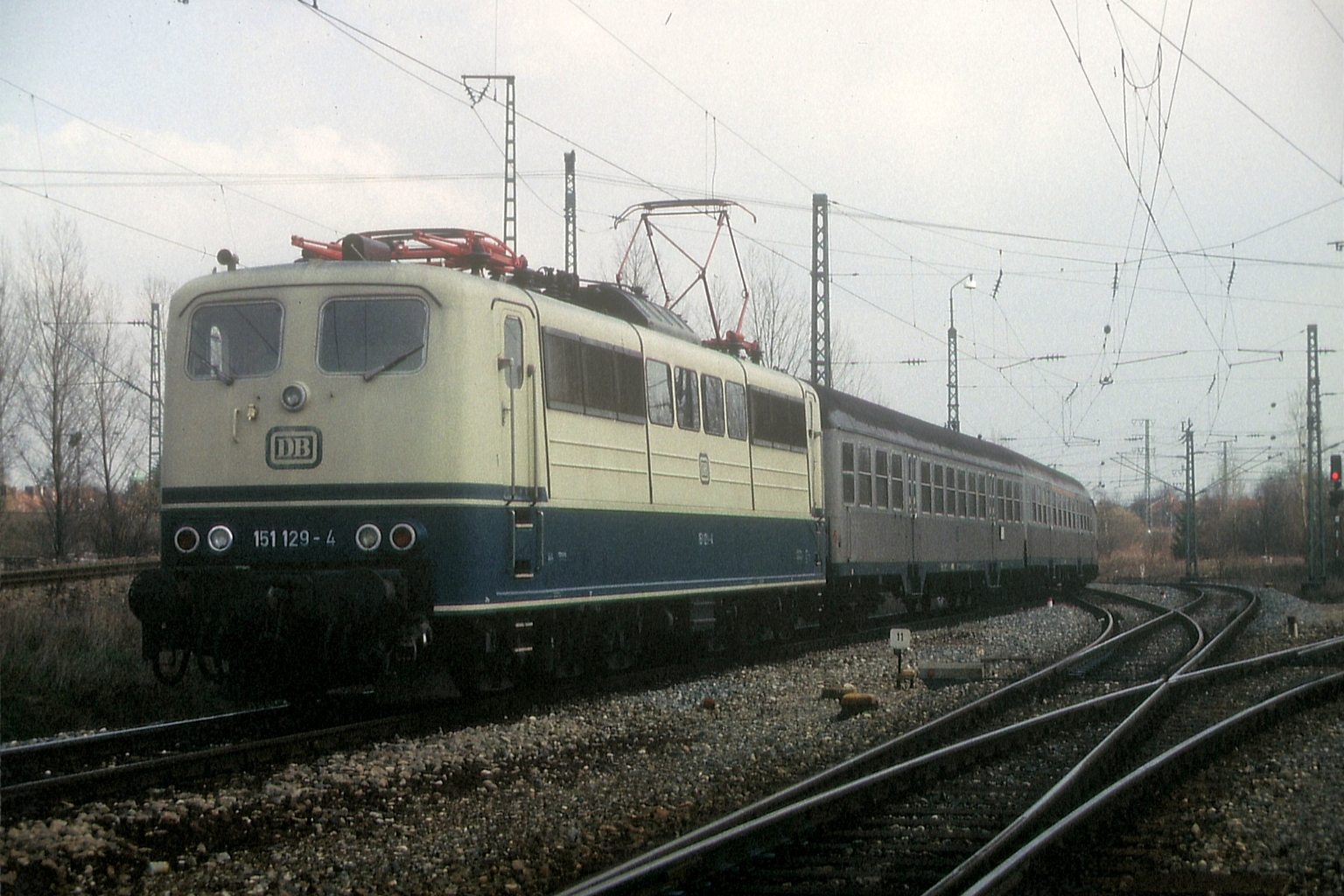
用作短途客运牵引n-型车厢的151 129-4号机车（1984年）

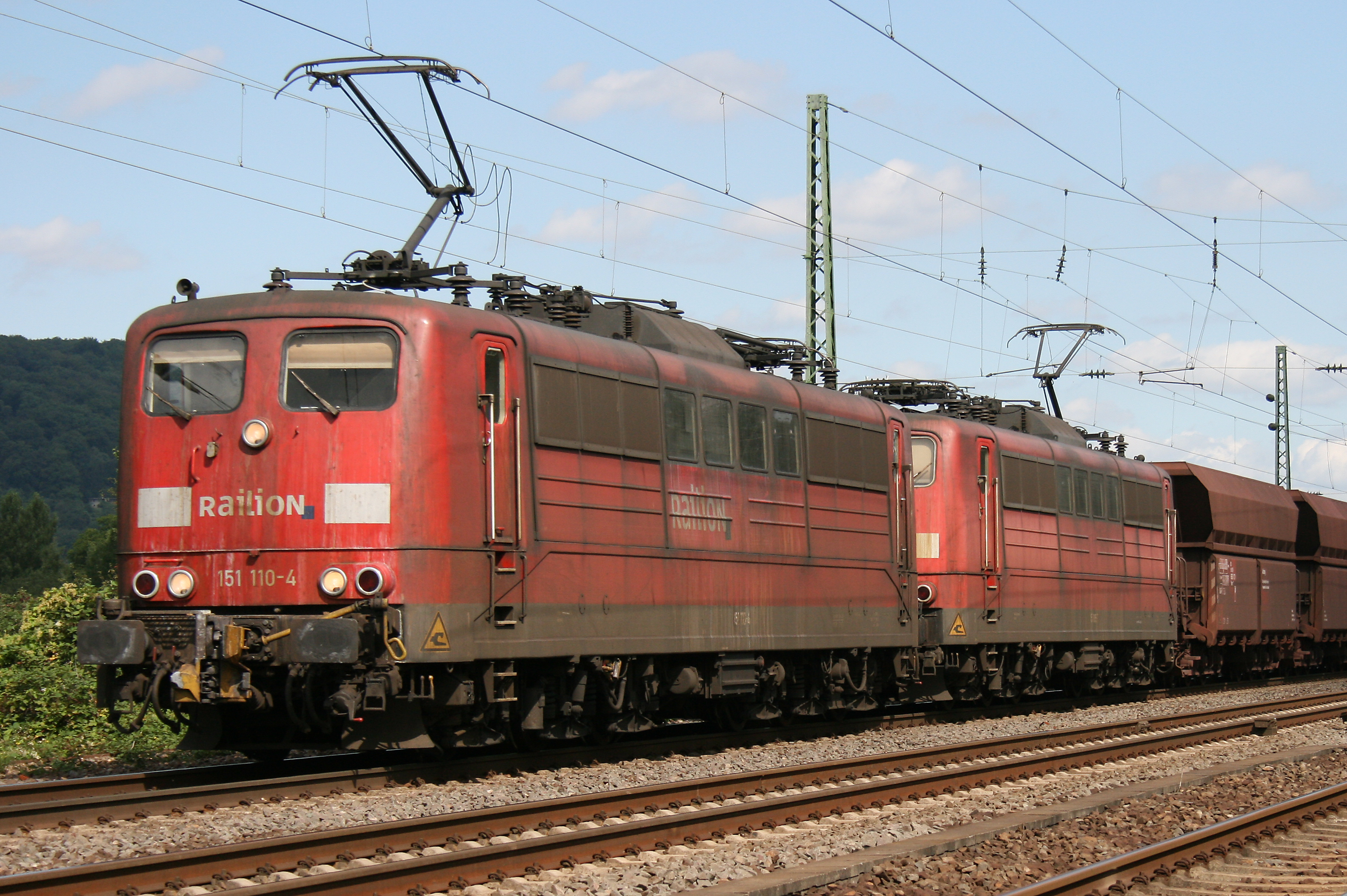
牵引动力分散式矿石列车的重联151型机车（2007年）

151型机车原则上也适用于客运服务，它们早前曾运用于弗兰肯森林铁路至普罗布斯策拉的定期班次服务，并在运力不足的线路，例如斯图加特周边地区以及鲁尔-西格铁路中使用。如今这已不再可能了，因为机车缺乏（如今已成为强制性配备的）0公里启动中控门锁。
20台机车在1976年配备了AK69e型全自动中央缓冲连接器，以用作牵引由北海沿岸港口至萨尔茨吉特炼钢厂及萨尔州的动力分散式重载铁矿列车。这项改动是十分必要的，因为总重为4,000吨（后提高为6,000吨）的矿石列车牵引力对于正常使用的螺杆连接器而言超负荷了。
151型机车在1994年如同其它大多数德国机车一样，被移交至德国铁路股份公司及其分支机构或子公司所持有。目前这些机车均配属德铁辛克铁路。同时这些机车在账面上全数驻扎在纽伦堡，但它们在德国范围内的一切运用都没有发生任何变化。机车也允许在奥地利联邦铁路辖下的路网中运行，并可担当跨境运输任务。

### 现状
一些达到使用年限或遭受严重损坏的151型机车在这期间已被停用和报废。其中151 121号机车由全自动中央缓冲连接器重新装配为螺杆连接器，并以非运营性的状态保存在科布伦茨德国铁路博物馆。151 124号及170号机车则在2013年售予了SRI铁路投资公司（SRI Rail Invest）。

### 私铁运营
随着德国铁路出售禁令的解除，有大量151型机车售予了私营铁路运营商：
| 机车编号（德铁） | 运营商     | 备注                                       |
| ---------------- | ---------- | ------------------------------------------ |
| 151 004-9        | RBH物流    | 重编为RBH268号/运营中                      |
| 151 007-2        | SRI        | 备件源                                     |
| 151 014-8        | RBH        | 重编为RBH269号/运营中                      |
| 151 024-7        | RBH        | 重编为RBH265号/运营中                      |
| 151 025-4        | RBH        | 重编为RBH270号/运营中                      |
| 151 033-8        | SRI        | 运营中                                     |
| 151 038-7        | RBH        | 重编为为RBH261号/运营中                    |
| 151 039-5        | SRI        | 运营中                                     |
| 151 079-1        | RBH        | 重编为RBH271号/运营中                      |
| 151 081-7        | RBH        | 重编为RBH272号/运营中                      |
| 151 083-3        | RBH        | 重编为RBH273号/运营中                      |
| 151 084-1        | RBH        | 重编为RBH266号/运营中                      |
| 151 116-1        | 未知运营商 | 机车不再由德国铁路持有，运营商不详/运营中  |
| 151 123-7        | RBH        | 重编为RBH263号/运营中                      |
| 151 124-5        | SRI        | 持有者为SRI，并租借至波茨坦铁路公司（EGP） |
| 151 127-8        | RBH        | 重编为RBH274号/运营中                      |
| 151 143-5        | RBH        | 重编为RBH264号/运营中                      |
| 151 144-3        | RBH        | 重编为RBH267号/运营中                      |
| 151 147-6        | RBH        | 重编为RBH275号/运营中                      |
| 151 151          | RBH        | 重编为RBH276号/运营中                      |
| 151 152-6        | RBH        | 重编为RBH262号/运营中                      |
| 151 170-8        | SRI        | 持有者为SRI，并租借至HSL                   |

## 结构

### 机械部件

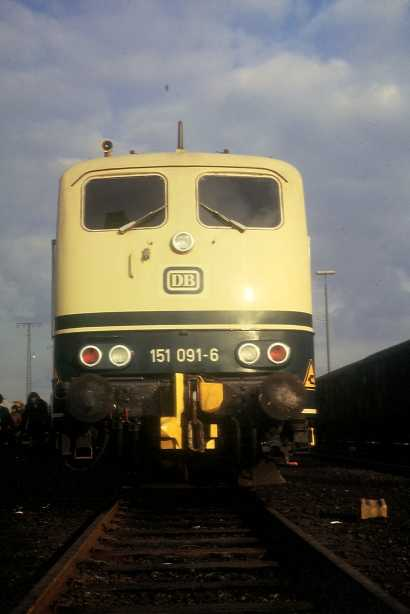
设有自动连接器的151 091-6号机车

轻型钢结构的三轴转向架通过桥架上类似枢轴颈的吊臂传输车辆效力及制动力。机车的重量则是通过共用桥架上每副转向架的8个灵活浮动弹簧实现支撑。轮轴由双纽线传动杆进行传动，每个中间轮轴为了获得更好的曲线通过性能可以侧向偏移最多10毫米。
机车的车体结构在原则上主要参照103型机车，它同样采用了与后者相同的两个可整体更换的驾驶室和三个嵌入式的中段顶罩。总体而言，151型机车由于电气部分的重量而比150型机车更重5公吨，这种“过剩”的重量必须由相应的轻量化车辆部件进行弥补。首台试产机车的整备重量为118公吨，使得它即便在不使用轻型铝材的情况下也可以达到124吨的目标重量等级。
牵引电动机的冷却空气通过机械室的6台轴流风机进入，外部空气则通过克拉特型（Bauart Klatte）的双喷嘴格栅进入机械室，它们被安装在引擎盖前部和后部的侧壁上进行补充进风。用于变压器油冷的冷却空气也经由同样作为轴流风机运行的油冷却机输送，它们是通过中央机械室外壳的小型顶架格栅进入，并在穿过油冷却机后向下从转向架之间吹出。两台制动阻力风机通过其各自转向架的区域吸取冷却空气，并通过两侧外壳顶部区域的格栅向上吹出。由于103型机车样式的冷却空气导向会加重机械室的灰尘污染，因此最初的通风计划，即机械舱的每一侧各设12个双喷嘴进气格栅的计划，在首台原型机的生产过程中也不得不作出修改，使得冷却空气只能通过每侧两组、每组3副的空气格栅吸取。而先前进行的试验已经表明，即便缩小格栅页片和因此而增加的空气吸入速度，也没有显著数量的水或雪会被夹带进入机械室。

### 电气部分
为了达到高性能的计划，机车使用了新开发的、额定功率为6,325千瓦的三边形主变压器。加装的高压开关有28个速度级，采用随动式控制运作。负载电流的切换实际上是通过晶闸管断路器执行。高架电缆的供电是通过两副DBS54型双臂受电弓来获取，部分机车在最近段修的过程中则改装了SBS65型单臂受电弓。此外，一些机车也搭载了DSA-200型受电弓，它具有珩磨条监控功能。电流是经由车顶断路器（目前已停用）及压缩空气总开关传导至主变压器。
14极的WB372-22f型牵引电动机采用的是与E10型/E40型机车相同的设计原理，但它使用F级的绝缘材料代替了B级材，可提高大约20%的输出性能。轮轴的动力传输是通过西门子-舒克尔特研发的胶圈弹簧传动实现。
151型机车配备了新造的他励式电阻制动，这是基于110 288号和289号机车的成熟经验而开发的。除了7个级别的规定额定值外，制动调节器还可在每副转向架上独立工作。在制动状态下牵引电动机的励磁是通过每副转向架上的一个晶闸管整流器实现，后者与主变压器（33伏，132千伏安）的励磁绕组相连接。每个牵引电动机都有作用于其自身的制动电阻。其优点在于，滑动轮可通过降低自身牵引电动机的制动电流并自行再次恢复常态。电阻设备的构造采用类似103型机车的设计。每3个波纹形状和腮形交错的电阻带会与一个带有通风装置的制动电阻台相连。瞬时制动功率最高可达6,600千瓦，并通过制动电阻根据最近20秒的温度监控恒定减弱至3,260千瓦。制动电阻的2个或5个风机则在电压下降时工作。
型号为KE-GPP2EmZ型的空气制动器（多级的克诺尔单室制动器，制动位置为G、P和P2）是在常规运行直至车辆静止前不久（5公里/小时）之间生效，它比依靠高架电缆电流的电阻制动要更早控制。若火车司机在列车停止前已经发出清晰的指令，则机车的空气制动器不会预先生效。
一个起动监控装置会根据定义的电动机和接触网电流特征曲线、电动机和接触网电压以及每台电动机的转数差异进行监控，在必要时，它可以介入转换开关的控制或开启防抱死制动的控制，由此避免列车在溜滑的轨道或大负荷的情况下失控。在随动控制器失效时则还有一个辅助驾驶开关可用，它也被称之为“弹球机（Flipper）”，是通过一个上下推杆控制器进行控制。

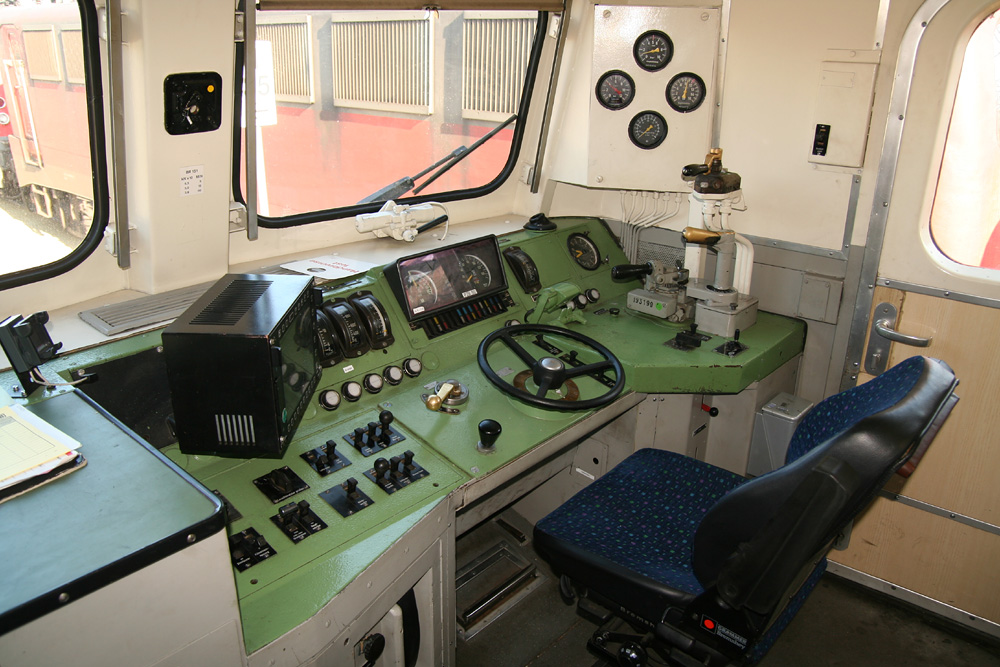
151型机车驾驶室

与150型机车相比，151型机车的驾驶室拥有更好的隔音效果，并且工作元件的布局也根据人体工程学进行优化。新设计的德铁标准化驾驶室是在151型机车面世两年后才在111型机车中推行，因此在这里并未采用；但其人体工程学设计相对于150型机车已经有所改善。
机车的安全设备有机械或电子的紧急列车停止装置、点状列车控制装置以及如今根据新要求使用的PZB 90型软件版本。而车载无线电设备、动力集中式列车和动力分散式列车的控制设备也是可用的。大多数配属纽伦堡的151型机车为了能在新造线路中运营，还加装了线状列车控制系统，它们均配备了用于电子运行图和限速的新型计算机。